# Roztoka (województwo dolnośląskie)

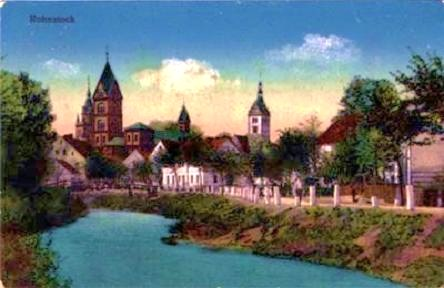
Roztoka Górna na przełomie XIX i XX w.

Roztoka (niem. Rohnstock) – wieś w Polsce położona w województwie dolnośląskim, w powiecie świdnickim, w gminie Dobromierz.

## Demografia
Jest to największa miejscowość w tej gminie. Według Narodowego Spisu Powszechnego (III 2011 r.) liczyła 1077 mieszkańców.

## Położenie
Wieś położona jest w wzdłuż rzeki Nysy Szalonej na wysokości 225–325 m n.p.m., w Obniżeniu Podsudeckim. Nieopodal Roztoki znajdują się miasta: Jawor (odległość: 10 km), Strzegom (odległość: 10 km) oraz Świebodzice (odległość: 15 km).

## Nazwa
Nazwa miejscowości wywodzi się od słowiańskiej nazwy "roz -tok", "roztoka" – oznaczającej szerokie rozpływanie się rzeki, roztaczanie się jej nurtu. Podobną etymologię nazwy posiada również miasto Rostock leżące w Niemczech, które przejęło nazwę słowiańską od grodu Roztoka założonego przez plemię Obodrytów należące do grupy Słowian połabskich.
W kronice łacińskiej Liber fundationis episcopatus Vratislaviensis (pol. Księga uposażeń biskupstwa wrocławskiego) spisanej za czasów biskupa Henryka z Wierzbna w latach 1295–1305 miejscowość wymieniona jest w zlatynizowanej formie Rostock. Nazwa wsi ewoluowała w ciągu wieków. Nazywano ją Rodistoc, Rodestuk, Rodestocke, a od XVIII w. ostatecznie Rohnstock. Władze polskie spolonizowały w roku 1945 tę nazwę do formy Roztoka.

## Zabytki

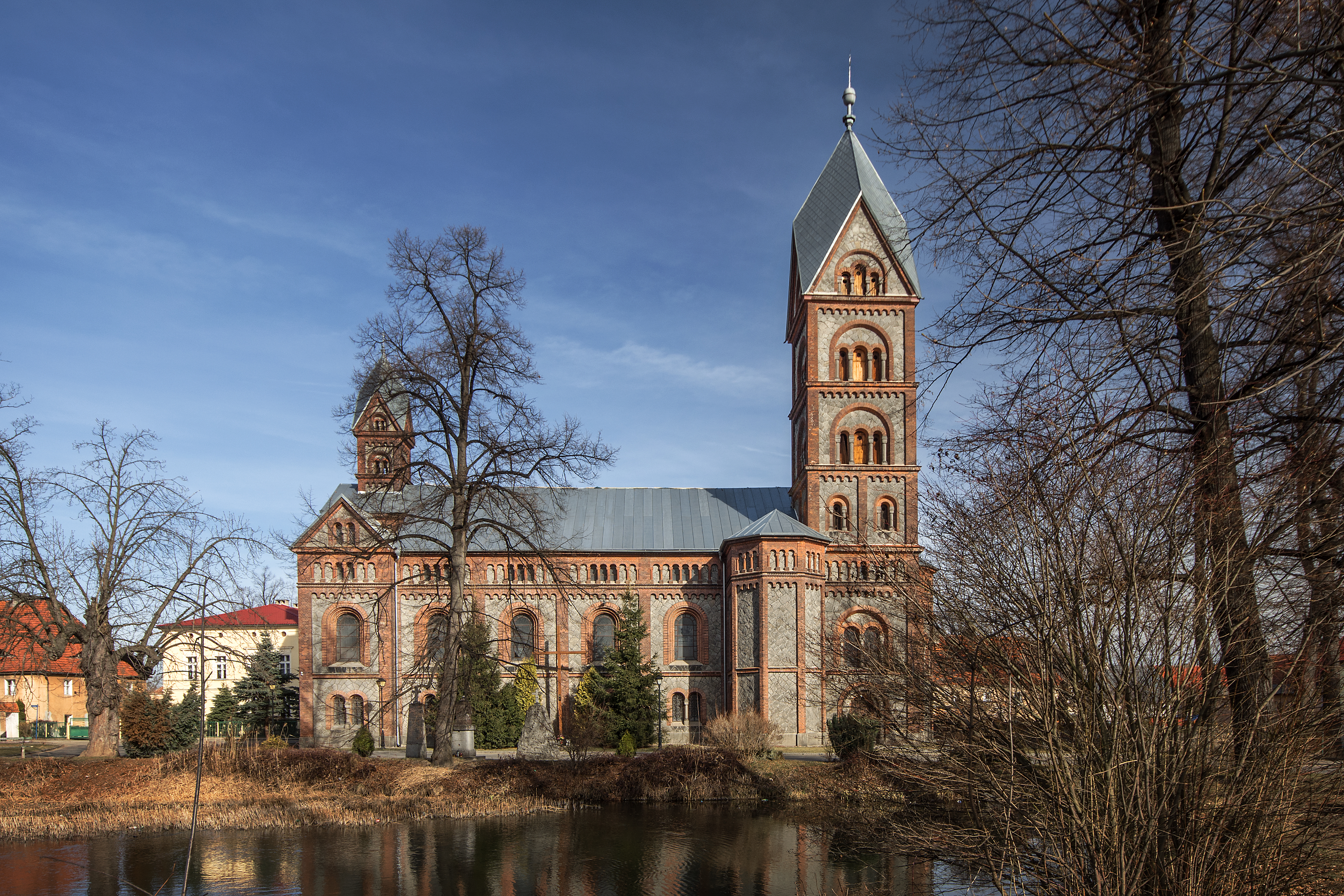
Kościół św. Stanisława

Do wojewódzkiego rejestru zabytków wpisane są:
- zespół pałacowy:
  - pałac von Hochbergów z Książa, barokowy, przebudowany w XVI w.[10], rozbudowany w XVIII w. z XVI-wiecznego, renesansowego dworu o charakterze obronnym i przebudowany w XIX/XX w.
  - dwie oficyny, z XVIII w.
  - stajnia, z XVIII w.
  - wozownia, z XVIII w.
  - park, z XVIII-XX w.
  - altana, z XVIII w.
  - oranżeria, z XVIII w.
  - karczma, obecnie dom nr 26, z XIX w.
- dom nr 37 (dawniej nr 12), z XIX w.
- kościół parafialny pw. św. Stanisława, z XV-XVII w., jednonawowy, wzniesiony jako ewangelicki w stylu neoromańskim w latach 1873–1874 i wzorowany na katedrze w nadreńskiej Spirze; we wnętrzu znajdują się organy z 1905 r., a w krypcie – sarkofagi Hochbergów

nieistniejące zabytki:
- kościół pw. Apostołów Piotra i Pawła z XIV wieku, został uszkodzony w 1945 r. i mimo zabytkowej wartości rozebrany w 1973 r.

## Historia Roztoki

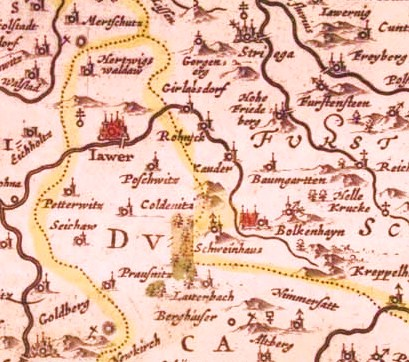
Roztoka (Rohnsck) na dawnej mapie - na prawo od Jawora (Iawer)

### Średniowiecze
Wieś pojawia się po raz pierwszy w roku 1305 pod nazwą Rostock w „Liber Fundationis Episcopatus Wratislavienisis”: „Item in Rostock XXVI mansi, scultetus habet tres, ecclesia duos.” ("Także w Roztoce jest 26 domów, z których sołtys posiada 3, a kościół 2").
Do Roztoki należał także przysiółek Weidenpetersdorf. W „Liber Fundationis Wratislaviensis” pojawia się zapis: “(...) Item in Petri villa sunt VIII mansi guos occupat Rostock (...)”, który mówi o 8 domach w Weidenpetersdorf, będących w posiadaniu Roztoki. W roku 1890 osadę przemianowano na Ober-Rohnstock (Roztoka Górna), dziś wchodzi ona w skład wsi Roztoka.
Roztoka musiała być ważną miejscowością, skoro księżna Agnieszka, żona Bolka II Świdnickiego, nadała jej w roku 1318 przywilej handlu solnego. W tym czasie wieś należała częściowo do Hentschela von Rybnitcz (von Reibnitz) i do rodziny von Ronow (von Ronau). Przypuszczalnie do roku 1411 było kilku właścicieli. Później panującymi byli von Ronau: w roku 1411 Nikol von Ronau, w roku 1439 Nikol und Heinz von Ronau.
Zwrot w historii Roztoki nastąpił 2 stycznia 1497, kiedy to Conrad von Hoberg (von Hochberg) kupił tę posiadłość od braci von Reibnitz. Przypuszczalnie żona nowego właściciela, Catharina von Reibnitz, była siostrą braci von Reibnitz. Od tego dnia aż do roku 1945 wieś była nieprzerwanie związana z rodziną von Hochberg, rycerskim rodem pochodzącym z okolic Miśni. Pierwszym członkiem rodziny, który pojawia się na Śląsku jest Kitzold Hoberg. XIII-wieczne akta Bolka I Świdnickiego wskazują na bliższe związki Hochbergów z Piastami, a i również w 1290 Dytryk z Hohbergu był nadwornym rycerzem Bolka Surowego władającego w tej części ziem piastowskich. Nazwisko rodowe zapisywane było na wiele sposobów - Hoberc, Hoberg, Hohberg, a od XVIII wieku ostatecznie Hochberg.
Stare dokumenty wzmiankują Conrada von Hoberga jako kapitana zamku Grodziec w okresie 1490–1491. Szlachcic ten w roku 1509 nabył dobra w Książu, które do roku 1942 również pozostawały własnością Hochbergów. W roku 1520 Conrad zmarł i został pochowany w kościele w Roztoce. Dzieląc majątek, jego synowie wyodrębnili dwie linie rodziny Hochbergów: roztocką i książańską. Ta ostatnia powiększyła w roku 1850 swoje dobra o posiadłość w Pszczynie (Księstwo pszczyńskie), przez co została wyniesiona do grona najznakomitszych rodów arystokratycznych w Europie. Losy obu linii przeplatały się ze sobą wzajemnie.
Pierwsza wzmianka o kościele katolickim w Roztoce pochodzi z roku 1318. Opis z roku 1662 stwierdza, że był to kamienny budynek mający wieżę z trzema dzwonami. W środku znajdował się ołtarz, na którym stała figura Najświętszej Marii Panny. Były tam epitafia, poświęcone panującym z rodziny Hochbergów - najznaczniejszy z nich należał do Conrada von Hoberg, urodzonego w roku 1594, i jego żony Margarety.

### Reformacja
Po roku 1520 wśród mieszkańców Śląska szybko rozprzestrzeniały się idee reformacji. Dotychczasowy kościół katolicki w Roztoce został oddany w użytkowanie protestantom. W roku 1553 obszar ten został nawiedzony przez ospę, która także w Roztoce pochłonęła wiele ofiar. Po wojnie trzydziestoletniej w drugiej połowie XVII wieku nastąpiła forsowana przez państwo austriackie rekatolicyzacja prowincji. Dawne kościoły katolickie stają się obiektem rewindykacji. Wyznawcy protestantyzmu w Roztoce utracili w ten sposób swój dom modlitwy. Od około roku 1653 uczęszczali oni do Kościoła Pokoju w Jaworze, który był jednym z zaledwie trzech - obok Świdnicy i Głogowa – tolerowanym przez władze po wojnie trzydziestoletniej kościołem protestanckim. Wszystkie pozostałe musiały zostać zamknięte.
Długie działania wojenne bardzo zniszczyły Śląsk. Największe szkody dotyczyły Księstwa Świdnicko-Jaworskiego, w skład którego wchodziła także Roztoka. Śmiertelne żniwo wśród ludzi ponownie zebrała w roku 1633 kolejna epidemia ospy.

### Okres pruski
W roku 1741 król pruski Fryderyk II podbił dotąd austriacki Śląsk i przyłączył go do Prus. W czasie wojen Śląskich, Roztoka weszła w centrum wojennych wydarzeń. Po bitwie pod Dobromierzem 4 czerwca 1745 swoją kwaterę w Roztoce miał zwycięski król Fryderyk II. Był tak oczarowany pałacowym ogrodem, że nocował w namiocie pod gołym niebem. Wówczas właścicielem wsi był Hans Heinrich IV von Hochberg. Jemu to król pruski Fryderyk II podarował obraz, przedstawiający swoją podobiznę. Odtąd aż do roku 1945 znajdował się on w roztockim pałacu. Po drugiej wojnie światowej zaginął. Odnaleziony, od 1993 wisi w pałacu Sanssouci w Poczdamie.
W wyniku przejęcia Śląska przez króla pruskiego zaczęła następować liberalizacja życia religijnego. Zaczęły odbywać się nabożeństwa ewangelickie. W Roztoce do roku 1742 odprawiano je w powozie, tzw. Wagenhaus, który stał na miejscu dzisiejszego kościoła katolickiego. Pierwsza msza odbyła się 24 grudnia 1741. Rok później wybudowano drewniany dom modlitwy, tzw. Bethaus, który został poświęcony 24 grudnia 1747 pod wezwaniem Żłóbka Jezusa: „Zum Kripplein Christi”. Organy zbudował Georg Meiner, a koszt ich wyniósł 825 guldenów. Plac pod budowę kościoła został ofiarowany przez Hansa Heinricha IV von Hochberg. Tenże Bethaus został upamiętniony w roku 1748 przez Friedricha Bernharda Wernera na rysunkach. W roku 1820 dobudowano wieżę z dwoma dzwonami. Fundatorem dzwonów stał się hrabia Hans Melchior Julius von Schweinitz z Kłaczyny. W roku 1742 powstaje, obok już istniejących katolickich, ewangelicka szkoła i plebania.
Wejście Śląska pod panowanie Prus było motorem do zmian w rolnictwie. Zaczęto uprawiać roślinę, uważaną dotychczas za niejadalną, ziemniaki. Zakładano sady, łąki, hodowle owiec. W 1756 r. wieś liczyła 38 zagród rolnych. Majątek Hochbergów w 1765 r. wyceniono na 39 288 talarów. Mieszkało 17 kmieci, 16 zagrodników, 37 chałupników i 17 rzemieślników. Wówczas uważało się Roztokę za jedną z najbogatszych posiadłości w okolicy. Miała 557 mieszkańców, młyn wodny, 17 rolników, 16 ogrodników oraz pałac z folwarkiem (dominium). Z okazji 300. rocznicy Reformacji wieś otrzymała od panującego wówczas Hansa Heinricha X von Hochberg cmentarz ewangelicki. 1 listopada 1847 odbyła się duża uroczystość, podczas której został on poświęcony.
Liczba wyznawców nauki Lutra w Roztoce zwiększała się. Dom modlitwy stawał się zbyt ciasny. Źródła historyczne podają, że w roku 1760 do diecezji legnickiej należało 67 228 protestantów i 23 517 katolików. Do kościoła ewangelickiego w Roztoce należały także sąsiednie wsie: Borów, Dzierżków, Gniewków, Kłaczyna, Jugowa, Godzieszówek. Razem było w roku 1760 około 3030 dusz, a w roku 1927 liczba ich wzrosła do około 4300. W roku 1825 właścicielem Roztoki był hrabia Hans Heinrich VI von Hochberg. Wieś liczyła 82 domy, około 665 mieszkańców, pałac ze wspaniałym parkiem i oranżerią, folwark, 6 warsztatów tkackich. Za panowania jego następcy, Hansa Heinricha X von Hochberg, było w roku 1840: 92 domów, 1 browar, 2 gospody. Trzymano 281 sztuk bydła i 1116 merynosów. Wśród mieszkańców 6 było tkaczami, 22 rzemieślnikami, a 4 handlarzami.
Nowy kościół ewangelicki powstał najprawdopodobniej w latach 1873-1874 na miejscu wcześniejszego domu modlitwy, dzięki ogromnemu zaangażowaniu ówczesnego właściciela Hansa Heinricha Bolka XIV von Hochberg. Jako patron poniósł on największe koszty budowy. Wzorem stała się katedra cesarska w Spirze, która w roku 1981 została wpisana przez UNESCO na światową listę dziedzictwa kulturowego. Nowa budowla powstała z kamienia. Jej dach z dwiema wieżami pokryto szarym łupkiem. Na nich wisiały trzy dzwony. W czasie I wojny światowej dwa z nich, wraz z kilkoma piszczałkami organowymi, zabrano jako materiał dla potrzeb przemysłu zbrojeniowego. W latach 1923 i 1928 otrzymała Roztoka dwa nowe dzwony, które ponownie w roku 1943 skonfiskowano w celach wojennych. Do dzisiaj dzwoni ten pozostały. Wcześniej przed wejściem do kościoła znajdowała się skrzyneczka z napisem: „Pomóż biednym”, którą po mszy zabierano. W tym czasie obok bramy kościelnej mieszkał stróż. Z jego domu na kościół wychodziło małe okienko, gdzie parafianie mogli rozmieniać pieniądze.
Wszystkie wykonane w budynku freski i malowidła są dziełem znanego malarza i rysownika Carla Andrae. Pod ołtarzem znajdowała się krypta, gdzie podczas powodzi zostały przeniesione sarkofagi i trumny rodziny Hochbergów z kościoła katolickiego. Wiele z nich uległo jednak zniszczeniu. Organy zostały zbudowane w 1905 r. przez firmę „Eule” z Budziszyna. Miały 1800 piszczałek. Początkowo miech musiały obsługiwać dwie osoby. Potem były napędzane elektrycznie. W zimie ogrzewano kościół. Od 1945 r. stał się miejscem modlitwy dla katolików.
Osoba hrabiego Bolka von Hochberga była niewątpliwie najbardziej znaczącą w całej rodzinie Hochbergów. Ten niezwykły człowiek, erudyta, urodził się 30 stycznia 1843 w Książu. Był najmłodszym dzieckiem Hansa Heinricha X von Hochberga, którego nazywano „dzieckiem szczęścia”. Tenże okazał się bardzo dobrym gospodarzem. To właśnie on otrzymał od swojego bezdzietnego wuja księcia Heinricha von Anhalt-Köthen posiadłość w Pszczynie, a od Heinricha von Reichenbacha wolne państwo stanowe Nowy Zamek koło Milicza. Swój odziedziczony majątek powiększył czterokrotnie. To wyniosło Hochbergów na najwyższe szczyty arystokratycznej hierarchii w Europie.
Bolko studiował prawo na uniwersytecie w Bonn i Berlinie. Pracował jako attaché wojskowy ambasady Prus w Petersburgu i Florencji. Po śmierci Heinricha X w roku 1855 jego najstarszy syn Hans Heinrich XI odziedziczył dobra pszczyńskie i książańskie. Stał się w roku 1891 teściem sławnej Angielki Daisy. W swoich pamiętnikach wspomina ona wizytę syna Lexela w Roztoce w 1915 r.
Pod pseudonimem J.H. Franz komponował on własne utwory: pieśni, opery i symfonie. Jego działalność artystyczna i zdolności organizacyjne znalazły szybko uznanie na dworze królewskim w Berlinie, gdzie w 1886 r. cesarz Wilhelm I powierzył mu funkcję dyrektora Królewskiej Opery. Na jej scenie zatrudnił wiele znanych osób, m.in. Richarda Straussa. Później, po jego śmierci w 1936 r., jeden z placów w Berlinie otrzymał nazwę Hochbergplatz.
W 1889 r. wybudowano pierwszy dworzec kolejowy w Roztoce. Inicjatorem tego przedsięwzięcia był ponownie hrabia, który dał na ten cel częściowo pieniądze i grunt. Rok później doprowadzono tutaj jednotorową linię kolejową ze Strzegomia, a potem z Jawora, którą w 1899 r. przedłużono do Marciszowa przez Bolków. Rozwój przemysłu na tym obszarze, a szczególnie wydobycie granitu, zwiększył zapotrzebowanie na komunikację kolejową. W roku 1912 zbudowano na miejscu dotychczasowego nowy dworzec. Otrzymał on 4 tory, przejście podziemne, 2 zadaszone perony. Budynek posiadał także poczekalnię, okienko kasowe, szopę towarową z rampą oraz mieszkanie kolejarza. Był to okres tak wzmożonego ruchu, że na peronie codziennie stał sprzedawca, oferujący gorące kiełbaski lub słodkie przekąski.
Było to bardzo komfortowe wyposażenie wsi, którego wiele małych miasteczek jeszcze nie miało. Roztoczanie pracowali w grupujących się wokół Borowa i Zimnika zakładach, zajmujących się wydobyciem i obróbką kamienia. Komunikacja kolejowa ułatwiła im pracę i poprawiła przemysł wydobywczy. Elektryfikacja wsi zaczęła się mniej więcej w roku 1900, dwa lata później zbudowano budynek pocztowy.
Jeszcze do końca XIX w. ludność wiejska była samowystarczalna. Drobne artykuły można było kupić u wędrownych handlarzy lub na targach. Pod koniec XIX stulecia zaczął rozprzestrzeniać handel pojedynczy. W pierwszych sklepach, które powstają też w Roztoce, zaopatrywano się przede wszystkim w niektóre artykuły żywnościowe. Praca na roli do połowy XIX w. dokonywała się ludzkimi rękoma z pomocą zwierząt pociągowych. Od 1860 r. pojawiają się w okolicach Roztoki pierwsze siewniki, młocarnie i kosiarki.
W latach 1914–1918 trwała I wojna światowa. Chociaż nie było na tym obszarze żadnych walk, mieszkańcy Roztoki brali w niej udział. Około roku 1920 pracowało we wsi: 2 lekarzy, 1 weterynarz, 1 dentysta, 2 fryzjerów, 3 rzeźników 2 krawców, 3 piekarzy, 1 zegarmistrz, 6 murarzy, 1 dekarz, 1 fabryka drewniaków, 5 szewców, 4 kowali. Ponadto po 3 ślusarzy i blacharzy, po 2 koszykarzy i malarzy oraz kołodziej, bednarz, siodlarz, rzeźbiarz, 9 kupców i 3 handlarz węglem. Było 20 gospodarstw o powierzchni od 50 do 350 mórg i kilka mniejszych. Folwark liczył 6000 mórg i dysponował 12 koni zaprzęgowych. Działała też Kasa Oszczędnościowa i Pożyczkowa. Mieszkańcy mieli do dyspozycji: wiejską orkiestrę, 2 kluby golfowe, Ochotniczą Straż Pożarną, chór, związek rzemieślników, związek młodzieżowy, związek gimnastyczny. 9 września 1923 zorganizowano w Roztoce okręgowe młodzieżowe święto współzawodnictwa. Tutejszy związek gimnastyczny wygrał przechodnia plakietkę, ufundowaną przez Zarząd Okręgowy. W tym czasie, od 1816 r. wieś należała do powiatu bolkowskiego. Wcześniej do powiatu bolkowsko-kamiennogórskiego, a od roku 1930 do jaworskiego.
Bliskość Nysy Szalonej sprawiała wsi zawsze wiele problemów. Wielokrotnie powtarzały się niszczące wylewy rzeki. Pierwsza zapisana w dokumentach powódź pochodzi z roku 1567, potem z 1570, 1573, 1702, 1725, 1736, 1894, 1897, 1903, 1907, 1908, 1909, 1926, a ostatnio w 1997. Największa katastrofa wydarzyła się w 1898 r. Przerwany został wówczas całkowicie jaz. Pięć lat później (1903) zniszczony został most na skrzyżowaniu dróg na Jawor, Dobromierz i Kłaczynę. Wszystkie powodzie czyniły ogromne zniszczenia i ofiary śmiertelne wśród ludzi i zwierząt. Dopiero, gdy w 1907 r. uregulowano rzekę, sytuacja poprawiła się.
Bardzo duże szkody we wsi uczyniła zima na przełomie roku 1928/1929. Wymarzła cała aleja czereśniowa na drodze do Strzegomia. Później posadzono tam jabłonie. 10 lutego 1929 zanotowano w Bolkowie temperaturę –37° Celsjusza. Około roku 1930 pojawił się w Roztoce pierwszy telefon. Wieś liczyła 1014 mieszkańców i dwie stacje benzynowe: Aral i Shell.

### Roztoka w państwie polskim
W 1945 r. wieś weszła w skład Polski. Dotychczasowych mieszkańców wysiedlono do Niemiec.

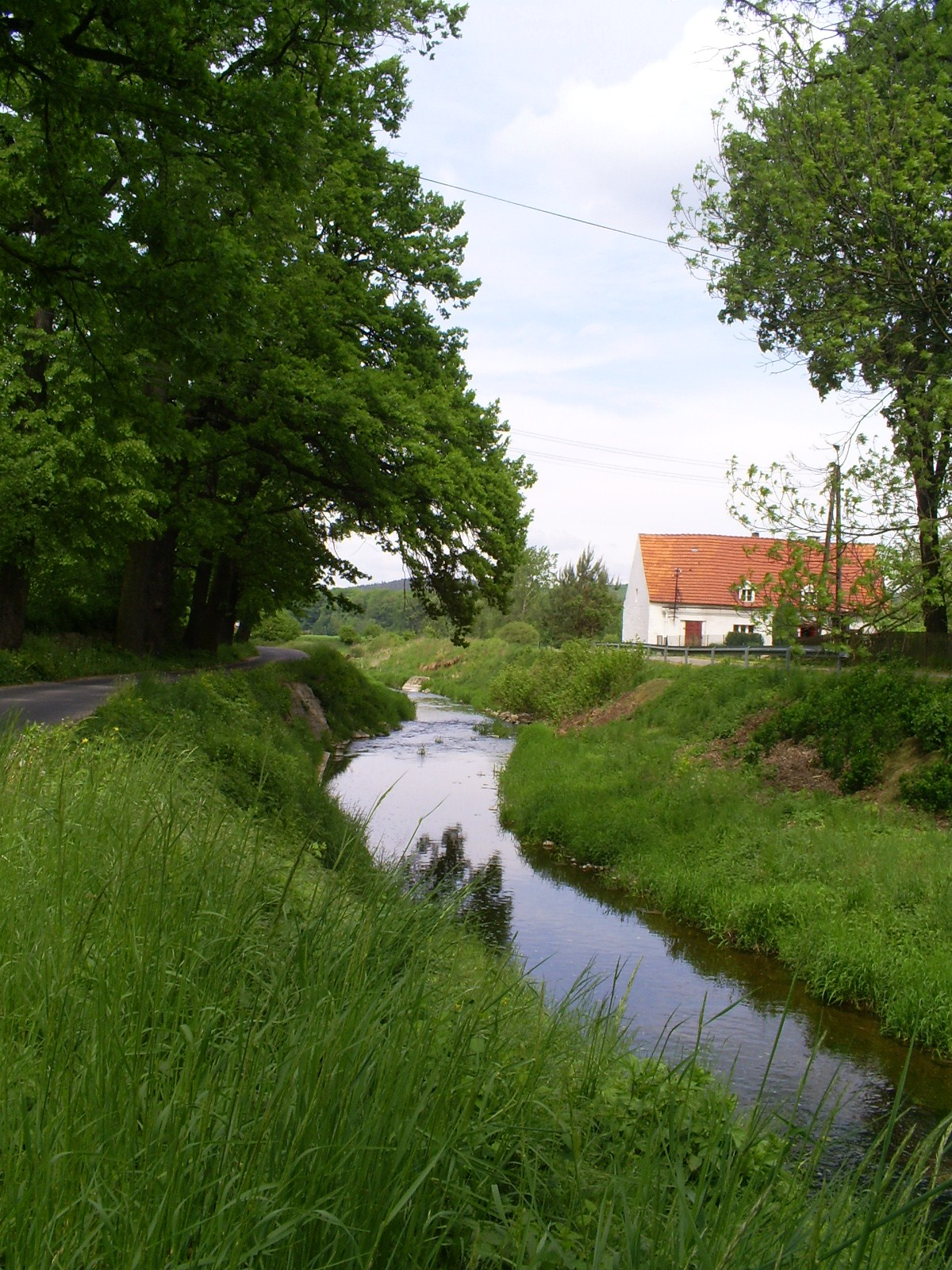
Przepływająca przez wieś Nysa Szalona

Pierwsi Polacy przybyli tu w 1939 r. i byli zatrudnieni do prac przymusowych. Napływ stałych osadników nastąpił jednak dopiero w latach 1945–1946. Byli to głównie przesiedleńcy z terenów wschodnich. Zajmowali się przede wszystkim rolnictwem.
W latach 1975–1998 miejscowość należała administracyjnie do województwa wałbrzyskiego.
Po rozwiązaniu PGR, wiele osób szuka pracy poza rolnictwem. W roku 2000 jest to 507 osób z 1098 wszystkich mieszkańców.